# Women's Herald Sun Tour
Le Women's Herald Sun Tour  est une course cycliste par étapes féminine qui se tient tous les ans en Australie. La course est la version féminine du Herald Sun Tour. Créée en 2018, elle intègre le Calendrier international féminin UCI, en classe 2.2.

## Palmarès
| Année | Vainqueur        | Deuxième             | Troisième        |                  |
| ----- | ---------------- | -------------------- | ---------------- | ---------------- |
| 2018  | Brodie Chapman   | Annemiek van Vleuten | Chloe Hosking    |                  |
| 2019  | Lucy Kennedy     | Amanda Spratt        | Brodie Chapman   |                  |
| 2020  | Lucy Kennedy     | Jaime Gunning        | Arlenis Sierra   |                  |
| 2025  | annulé/abandonné | annulé/abandonné     | annulé/abandonné | annulé/abandonné |